# Брод (община)
Вижте пояснителната страница за други значения на Брод.
Брод (на македонска литературна норма: Општина Македонски Брод) е община, разположена в западната част на Северна Македония със седалище едноименният град Брод (Македонски Брод).
Общината обхваща 51 села в областите Долно Кичево и Поречие по средното течение на река Треска (Голема) на площ от 888,97 km2. Гъстотата на населението е 8,03 жители на km2.

## География
Община Брод граничи с общините Желино и Бървеница на север, Студеничани и Сопище на североизток, Чашка и Долнени на югоизток, Крушево и Вранещица на юг, Пласница и Осломей на югозапад и Гостивар на северозапад.
Един от източниците на енергия в общината е ХЕЦ Козяк.

## Структура на населението
Според преброяването от 2002 година община Брод има 7141 жители.
| Етническа принадлежност | Процент |
| македонци               | 97,00%  |
| албанци                 | 0,00%   |
| турци                   | 2,54%   |
| роми                    | 0,04%   |
| власи                   | 0,00%   |
| сърби                   | 0,31%   |
| бошняци                 | 0,01%   |
| други                   | 0,10%   |